# Biləsuvar
Biləsuvar (traslitterato in Bilasuvar) è una città dell'Azerbaigian, capoluogo dell'omonimo distretto.